# 葉山母
葉山母（1917年8月6日—2014年11月27日）是台灣企業家，出生於日治時代彰化地區。為中和紡織創廠出資人之一，並自1967年起擔任董事長。